# 吉林省人民医院
吉林省人民医院 (英語：The People's Hospital of Jilin Province)，是一所集医疗、科研、教学、预防、保健、康复为一体的大型综合三级甲等医院，位于中华人民共和国吉林省长春市朝阳区工农大路1183号，占地面积6.7万平方米，建筑面积13.57万平方米，床位2098张，职工3395人。